# Batalla de Baekgang
La Batalla de Baekgang o Batalla de Baekgang-gu, también conocida como Batalla de Hakusukinoe (白村江の戦い Hakusuki-no-e no Tatakai o Hakusonkō no Tatakai) en Japón, y como la Batalla de Baijiangkou (白江口之战 Bāijiāngkǒu Zhīzhàn) en China, fue un enfrentamiento militar entre las fuerzas de restauración de Baekje y su aliado, el Japón Yamato, contra las fuerzas aliadas de Silla y la dinastía Tang de la antigua China. La batalla tuvo lugar en el curso inferior del río Geum en la provincia de Jeollabuk-do, Corea. Las fuerzas de Silla-Tang obtuvieron una victoria decisiva, obligando al Japón Yamato a retirarse completamente de los asuntos coreanos y aplastando el movimiento de restauración de Baekje.

## Antecedentes
En la primera mitad del primer milenio, la península de Corea se dividió en tres reinos: Baekje, Silla y Goguryeo. Estos tres reinos eran rivales y se habían involucrado en guerras por el dominio de la península durante varios siglos. Además de la rivalidad intercoreana, Goguryeo había participado en frecuentes guerras con las dinastías chinas Sui y Tang. Si bien los tres reinos coreanos no siempre fueron enemigos militares, sus alianzas cambiaron con frecuencia; un reino se convertiría en aliado con uno de los otros dos, solo para luego volverse contra ese reino y en aliados con el otro reino contra el que había luchado anteriormente. Por ejemplo, Silla y Baekje serían aliados contra Goguryeo (como lo fueron desde finales de los 420 hasta principios de los 550), y posteriormente Silla (o Baekje) traicionarían al otro (como sucedió en 553, cuando Silla arrebató el control de toda la cuenca del río Han a Baekje). En el año 660, esta situación había estado ocurriendo durante unos tres o cuatro siglos.
Silla tenía una alianza en curso con la dinastía Tang que data aproximadamente del ascenso de Tang en el poder en los años 620. Los Tang hicieron una serie de asaltos contra Goguryeo, pero nunca fueron capaces de conquistarla. Todas las invasiones Tang habían sido desde el norte atacando el sur. Tang decidió que la mejor estrategia podría ser atacar a Goguryeo desde el frente norte y el frente sur simultáneamente con su aliado Silla. Sin embargo, para hacerlo, ellos (Tang y Silla) tuvieron que eliminar a Baekje (en ese momento aliado con Goguryeo) y asegurar una base de operaciones en el sur de Corea para un segundo frente. La campaña militar contra Baekje comenzó en el 660.
Juntos, Silla y Tang invadieron Baekje y la eliminaron cuando capturaron la capital de Sabi, el último rey de Baekje, Uija, y la mayor parte de la familia real. Poco después, sin embargo, los habitantes de Baekje se rebelaron y rechazaron el gobierno de Silla y Tang en grandes áreas del norte de Baekje. El general de Baekje Gwisil Boksin intentó recuperar los 40 condados perdidos que aún estaban bajo el control de los Silla-Tang. También le hizo recordar al príncipe Buyeo Pung de Japón, envió a 100 prisioneros de los Tang a la corte de Yamato y solicitó ayuda militar. El general Boksin proclamó al príncipe Buyeo Pung como el nuevo rey de Baekje. Aunque las fuerzas de restauración tuvieron algún éxito inicial contra las tropas de Tang y Silla, en 662, estaban en serios problemas, y su área de control estaba confinada a la fortaleza de Churyu y sus inmediaciones. A medida que su situación iba de mal en peor, Buyeo Pung mató a Boksin por temor a una insurrección.
Baekje y Yamato Japón habían sido aliados de larga data en este momento, y sus casas reales estaban relacionadas. La caída de Baekje en 660 fue un golpe terrible para la corte real de Yamato. La emperatriz Saimei dijo:

Nos enteramos de que en la antigüedad ha habido casos en que se pidió ayuda a las tropas y se solicitó asistencia: prestar ayuda en las emergencias y restaurar lo que ha sido interrumpido, es una manifestación de los principios ordinarios del derecho. La Tierra de Baekje, en su extremo, ha venido a nosotros y se ha puesto en nuestras manos. Nuestra resolución en este asunto es inquebrantable. Daremos órdenes separadas a nuestros generales para avanzar al mismo tiempo por un centenar de rutas.

El príncipe heredero Naka no Ōe, que más tarde se convertiría en el emperador Tenji, y la emperatriz Saimei decidieron enviar una fuerza expedicionaria dirigida por Abe no Hirafu (阿倍比羅夫) para ayudar a las asediadas fuerzas de restauración de Baekje. Las tropas eran en su mayoría hombres fuertes locales (kuni no miyatsuko) provenientes principalmente de Honshū occidental, Shikoku, y especialmente de Kyūshū, aunque algunos guerreros también eran de Kanto y del noreste de Japón.
La emperatriz Saimei trasladó la capital al palacio temporal de Asakura cerca de los astilleros en el norte de Kyūshū para supervisar personalmente la campaña militar. Cuando la flota principal zarpó, el Man'yōshū registra a la emperatriz Saimei componiendo un tanka:

熟田津尓 船乗世武登 月待者 潮毛可奈比沼 今者許芸乞菜
Nikita tsu ni funanori semu to tsuki mateba, shio mo kanahinu: ima ha kogiide na.
Iba a esperar a que saliera la luna antes de embarcarme desde la bahía de Nikita, pero la marea ha subido: ¡vete, sal ahora!

La emperatriz murió en Tsukushi poco después de que las últimas oleadas de tropas de Yamato partieran hacia Corea. El príncipe heredero Tenji llevó sus restos a Asuka. Tenji, vestido con ropas blancas de luto, estableció su residencia en el palacio temporal de Nagatsu en Kyūshū, y continuó supervisando la operación expedicionaria.
Alrededor de agosto de 661, 5000 soldados, 170 barcos y el general Abe no Hirafu llegaron al territorio controlado por las fuerzas de restauración de Baekje. Refuerzos japoneses adicionales, incluyendo 27 000 soldados liderados por Kamitsukeno no Kimi Wakako (上毛野君稚子) y 10 000 soldados liderados por Iohara no Kimi (廬原君), llegaron en 662.

## La batalla
En el 663, las fuerzas de restauración de Baekje y la armada de Yamato se reunieron en el sur de Baekje con la intención de aliviar la capital del movimiento de restauración de Baekje en Churyu, que estaba bajo el asedio de las fuerzas de Silla. La marina de Yamato debía transportar tropas de tierra a Churyu a través del río Geum y levantar el sitio. Sin embargo, Tang también envió 7000 soldados y 170 barcos para bloquear los refuerzos de Yamato para que no liberen la capital.
El 27 de agosto, la guardia avanzada de la flota japonesa intentó forzar su camino, pero los barcos Tang se mantuvieron firmes, repelieron los ataques y mantuvieron disciplinadamente las filas.
El 28 de agosto de 663, el segundo día de la batalla, la llegada de refuerzos japoneses hizo que sus fuerzas fueran varias veces más grandes que la flota Tang dispuesta contra ellos. Sin embargo, el río era lo suficientemente estrecho, por lo cual la flota Tang podía cubrir su frente y proteger sus flancos siempre que mantuvieran sus líneas de batalla ordenadas. Los japoneses confiaban en su superioridad numérica y atacaron a la flota Tang al menos tres veces durante todo el día, pero los Tang se mantuvieron firmes contra cada ataque. Hacia el final del día, los japoneses se agotaron y su flota perdió cohesión a través de sus repetidos intentos de romper las líneas Tang. Sintiendo el momento correcto, la flota Tang movió las reservas y contraatacó, rompiendo los flancos izquierdo y derecho de los japoneses, envolviendo a su flota y atiborrándose en los barcos para que no pudieran moverse o retirarse. Muchos japoneses cayeron al agua y se ahogaron, y muchos de sus barcos fueron quemados y hundidos. El general de Yamato, Echi no Takutsu, fue muerto después de derribar a más de una docena de hombres en combate cuerpo a cuerpo.
Las fuentes japonesas, coreanas y chinas apuntan a grandes bajas japonesas. Según el Nihon Shoki, 400 barcos japoneses se perdieron en la batalla. Mientras, las fuentes chinas afirman 10 000 muertes japonesas.
La participación de Silla en la batalla involucró a las fuerzas de caballería que derrotaron a las tropas terrestres de restauración de Baekje que apoyaban a la armada de Yamato en las orillas del río. No está claro si esto tuvo lugar antes o durante el tiempo en que la marina japonesa fue a combatir a las naves de los Tang.
El 7 de septiembre de 663, sin las tropas de Yamato para levantar el sitio, la fortaleza de Churyu se rindió a las fuerzas de Silla y Tang. Buyeo Pung tomó un bote y huyó con varios seguidores a Goguryeo.

## Consecuencias
La batalla de Baekgang fue la mayor derrota de Japón en su historia premoderna. Las pérdidas de Japón fueron enormes. Japón también perdió un aliado clave en el continente asiático oriental en Baekje, así como un vínculo directo con la tecnología y la cultura continental. Debido a la magnitud y la gravedad de su derrota, la corte de Yamato temió una invasión de Tang o de Silla o ambas. En respuesta, construyeron una gran red de fortificaciones costeras durante el resto de los años 600. En 664, la corte de Yamato estableció guardias fronterizos y señales de incendio en la isla de Tsushima, la isla Iki y el norte de Kyūshū. Además, los terraplenes que almacenan agua se construyeron alrededor de las fortalezas de Kyūshū, que en conjunto se llamaron la Fortaleza de Agua. En 665, el tribunal de Yamato envió a los generales y artesanos de Baekje a construir una muralla en la provincia de Nagato y dos murallas en Kyūshū. En 667, se construyó una muralla en la región de Yamato, otra en Sanuki y otra en la isla de Tsushima. Desconociendo el estallido de la Guerra Silla-Tang (670-676), los japoneses continuarían construyendo fortificaciones hasta el 701, después de descubrir que Silla ya no era más aliado de los Tang.
Para Baekje, la batalla fue el golpe de gracia que acabó con cualquier esperanza de revivir el reino. Muchos habitantes de este reino huyeron a Goguryeo o Japón. La realeza de Baekje que huyó a Japón recibió las mismas filas y títulos en la corte de Yamato y a los refugiados no reales de Baekje se les otorgó el estatus de ciudadanía de facto o estatus de artesano especial.
La victoria le dio a Tang el control de todas las antiguas tierras de Baekje en Corea y una base segura en el suroeste de Corea para lanzar una invasión de dos frentes a Goguryeo con su aliado Silla. La alianza Silla-Tang lanzó por primera vez ataques a Goguryeo desde el sur en 661, y la capital de Goguryeo en Pionyang finalmente cayó en 668. En el mismo año, Tang estableció el Protectorado General para Pacificar el Este y controlar la Península de Corea.